# Real Madrid Baloncesto 2000-2001
Questa voce raccoglie le informazioni riguardanti il Real Madrid Baloncesto nelle competizioni ufficiali della stagione 2000-2001.

## Stagione
La stagione 2000-2001 del Real Madrid Baloncesto è la 45ª nel massimo campionato spagnolo di pallacanestro, la Liga ACB.

## Roster
Aggiornato al 20 novembre 2021.
| Real Madrid Teka 2000-01 | Real Madrid Teka 2000-01 |
| Giocatori                | Staff tecnico            |
| ------------------------ | ------------------------ |

| N. | Naz.                                     | Ruolo | Nome                 | Anno | Alt.   | Peso   |  |
| -- | ---------------------------------------- | ----- | -------------------- | ---- | ------ | ------ |  |
| 4  | Spagna (bandiera)                        | G     | Alberto Angulo       | 1970 | 196 cm | 85 kg  |  |
| 5  | Belgio (bandiera)                        | C     | Éric Struelens       | 1969 | 208 cm | 120 kg |  |
| 6  | Jugoslavia (bandiera)                    | P     | Aleksandar Đorđević  | 1967 | 188 cm | 90 kg  |  |
| 7  | Spagna (bandiera)                        | AP    | Lucio Angulo         | 1973 | 198 cm | 93 kg  |  |
| 8  | Spagna (bandiera)                        | P     | Roberto Núñez        | 1978 | 192 cm | 84 kg  |  |
| 8  | Argentina (bandiera) · Spagna (bandiera) | P     | Lucas Victoriano     | 1977 | 190 cm | 86 kg  |  |
| 9  | Stati Uniti (bandiera)                   | C     | Erik Meek            | 1973 | 208 cm | 111 kg |  |
| 11 | Spagna (bandiera)                        | AP    | Alberto Herreros (C) | 1969 | 200 cm | 98 kg  |  |
| 12 | Slovenia (bandiera)                      | AP    | Marko Milič          | 1977 | 199 cm | 106 kg |  |
| 13 | Rep. Ceca (bandiera)                     | C     | Jiří Zídek           | 1973 | 212 cm | 110 kg |  |
| 14 | Spagna (bandiera)                        | P     | Raül López           | 1980 | 182 cm | 80 kg  |  |
| 15 | Spagna (bandiera)                        | AG    | Iker Iturbe          | 1976 | 198 cm | 101 kg |  |
| 16 | Argentina (bandiera) · Spagna (bandiera) | A     | Ariel Eslava         | 1979 | 201 cm | 98 kg  |  |
| -  | Spagna (bandiera)                        | P     | Daniel López         | 1982 | 186 cm | 80 kg  |  |

| Allenatore                                                        |
| - Sergio Scariolo                                                 |
| Assistente/i                                                      |
| - Chus Mateo Legenda - (C) Capitano - (IN) Inattivo - Infortunato |

## Mercato

### Sessione estiva
| Acquisti | Acquisti              | Acquisti          | Acquisti      | Acquisti |
| R.a      | Nome                  | da                | Modalità      |          |
| -------- | --------------------- | ----------------- | ------------- | -------- |
| P        | Raül López            | Joventut Badalona | definitivo    |          |
| AP       | Marko Milič           | Olimpija Lubiana  | definitivo    |          |
| C        | Erik Meek             | Peristeri         | definitivo    |          |
| P        | Daniel López          | CF Siglo XXI      | definitivo    |          |
| C        | Jiří Zídek            | Free agent        | definitivo    |          |
| P        | Lucas Victoriano      | Lleida            | fine prestito |          |
| C        | Antonio Bueno Delgado | Fuenlabrada       | fine prestito |          |

| Cessioni | Cessioni              | Cessioni          | Cessioni       | Cessioni |
| R.       | Nome                  | a                 | Modalità       |          |
| -------- | --------------------- | ----------------- | -------------- | -------- |
| C        | Andrew Betts          | AEK Atene         | fine contratto |          |
| P        | José Luis Galilea     | Ourense           | fine contratto |          |
| C        | Michail Michajlov     | Ural Great Perm'  | fine contratto |          |
| C        | Brent Scott           | Viola R. Calabria | fine contratto |          |
| AP       | Víctor Férriz         | Alcalá            | fine contratto |          |
| P        | Lucas Victoriano      | Belgrano Tucumán  | prestito       |          |
| C        | Antonio Bueno Delgado | Ourense           | prestito       |          |

### Dopo l'inizio della stagione
| Acquisti | Acquisti         | Acquisti         | Acquisti      | Acquisti      |
| R.       | Nome             | da               | Data          | Modalità      |
| -------- | ---------------- | ---------------- | ------------- | ------------- |
| P        | Lucas Victoriano | Belgrano Tucumán | febbraio 2001 | fine prestito |
| P        | Lucas Victoriano | Montecatini S.C. | maggio 2001   | fine prestito |

| Cessioni | Cessioni         | Cessioni         | Cessioni      | Cessioni |
| R.       | Nome             | a                | Data          | Modalità |
| -------- | ---------------- | ---------------- | ------------- | -------- |
| P        | Lucas Victoriano | Montecatini S.C. | febbraio 2001 | prestito |